# Кутузов, Борис Николаевич
Кутузов, Борис Николаевич (18 января 1931, г. Армавир Краснодарского края — 5 апреля 2017, Москва) — советский и российский учёный-горняк, один из создателей нового физико-технического направления — шарошечного способа бурения взрывных скважин. Доктор технических наук, профессор Московского горного института. Лауреат Премии Правительства Российской Федерации в области науки и техники, заслуженный деятель науки и техники РСФСР.

## Биография
Борис Николаевич Кутузов родился 18 января 1931 г. в г. Армавире Краснодарского края. После окончания в 1954 г. Московского горного института (сегодня — Горный институт НИТУ «МИСиС») и защиты в 1958 г. кандидатской диссертации работал младшим научным сотрудником, старшим научным сотрудником, доцентом кафедр «Разработка рудных месторождений» и «Физика горных пород».
В 1967 г. защитил докторскую диссертацию, а в 1971 г. ему присвоено ученое звание профессора.
В 1971 г. Б. Н. Кутузова избирают заведующим вновь организованной по его инициативе в МГИ кафедры «Разрушение горных пород взрывом», которой он успешно руководил 25 лет, до 1996 г. Затем профессор Кутузов продолжал работать в качестве профессора и советника кафедры.
В период работы в МГИ избирался деканом вечернего факультета, деканом физико-технического факультета.

## Научная и педагогическая деятельность
Б. Н. Кутузов был ведущим ученым страны в области применения энергии взрыва в народном хозяйстве, одним из создателей нового физико-технического направления по обоснованию и широкому промышленному внедрению шарошечного способа бурения взрывных скважин на карьерах СССР взамен ударно-канатного, что позволило увеличить производительность буровых работ в 5—10 раз и более 80 % объемов бурения выполнять предложенным способом.
С участием Б. Н. Кутузова разработаны технические задания на шарошечные станки нового поколения СБШ-250-20, СБШ-250-32, СБШ-250-36, Кварцит-270. По его инициативе проведена унификация выпускаемых взрывчатых веществ в направлении уменьшения количества марок, снижения применения тротилсодержащих ВВ, применения разработанного с его участием водосодержащего ВВ ГЛТ-20В эмульсионного типа. Оригинальные схемы короткозамедленного взрывания скважин при массовых взрывах, предложенные Б. Н. Кутузовым, позволили значительно улучшить дробление горной массы и снизить сейсмическое воздействие на окружающие промышленные объекты.
Б. Н. Кутузов под руководством А. Ф. Суханова впервые в горном деле ввел понятие о рациональной степени дробления горных пород взрывом, определяемое по минимуму затрат на добычу и переработку минерального сырья. Им впервые предложено при взрыве трещиноватых массивов выделять зоны регулируемого и нерегулируемого дробления. Совместно с д. т. н. В. К. Рубцовым установлены основные закономерности дробления взрывом трещиноватых массивов. При участии к. т. н. В. Ф. Плужникова и А. А. Вареничева разработана классификация массивов пород по взрываемости для отбойки скважинными зарядами диаметром 250 мм на карьерах уступов высотой 12—15 м.
Б. Н. Кутузовым было получено более 130 авторских свидетельств и патентов на изобретения, многие из которых нашли активное применение в народном хозяйстве. Так, в течение 1981—1989 гг. на золотодобывающих карьерах комбината «Алданзолото», на карьере «Восточный» ПО «Апатит», на подземном руднике Стебниковского калийного завода внедрены 6 его авторских свидетельств с общим экономическим эффектом 1 млн. 830 тыс. советских рублей.
На базе указанных научных разработок Б. Н. Кутузовым была создана научная школа по разработке новых схем и способов бурения и взрывания скважин в горной промышленности. Под его руководством подготовлено и защищено 8 докторских и 69 кандидатских диссертаций, авторы которых продолжают начатые под руководством Б. Н. Кутузова научные исследования.
Профессор Б. Н. Кутузов — автор более 250 научных работ, в том числе 10 учебников и 10 монографий. Монографии «Безопасность взрывных работ в промышленности» и «Проектирование взрывов» переведены в КНР, а учебники «Разрушение горных пород взрывом» и «Взрывные работы» стали классическими пособиями для подготовки ИТР, техников и взрывников в России и странах СНГ.
По инициативе Б. Н. Кутузова с 1968 г. в МГИ была открыта на специальности «Физика горных пород» специализация по подготовке инженеров-взрывников для работы на горных предприятиях и в научно-исследовательских институтах горной промышленности. В 1998 г. при его участии была открыта новая специальность «Взрывное дело» в системе высшего горного образования России.
Б. Н. Кутузов более 30 лет работал членом редколлегии «Горного журнала», являлся председателем секции НТС ассоциации Главасбестцемента, членом НТС Минмонтажспецстроя и Минтяжэнергомаша СССР, осуществлял в МГИ научное руководство отраслевыми научно-исследовательскими лабораториями Министерств черной, цветной металлургии СССР и ассоциации Главасбестцемента.

## Признание
В 1991 г. Б. Н. Кутузову присвоено почетное звание «Заслуженный деятель науки и техники РСФСР», а в 1996 г. совместно с авторским коллективом присуждена премия Правительства Российской Федерации.
За плодотворную научную и педагогическую деятельность многократно отмечен правительственными и ведомственными наградами, в частности, награжден знаком «Шахтерская слава» всех трех степеней.